# Ilokelesia aguadagrandensis
Ilokelesia aguadagrandensis es la única especie conocida del género extinto Ilokelesia (arc. "lagarto carnívoro") de dinosaurio terópodo abelisáurido, que vivió a mediados del Cretácico, hace aproximadamente 98 y 90 millones de años, en el Cenomaniense y el Turoniense, en Sudamérica. Los restos fueron encontrados en 1991, en lo que hoy es la provincia Argentina de Neuquén, en el grupo Neuquén perteneciente a la Formación del río Limay. El espécimen consiste en restos muy fragmentarios del cráneo, esqueleto axial y apendicular, descrito por Coria y Salgado en el 1998. La etimología del nombre genérico proviene de la lengua Mapuche, ilo que significa “carne” y kelesio, “lagarto”, con el epíteto específico reflejando el nombre de la localidad donde se encontraran los fósiles, Aguada Grande.
Ilokelesia, fue un terópodo de tamaño mediano que mide 5.3 metros, caracterizado por las particularidades del cráneo, particularmente por los huesos cuadrado y postorbital. La serie vertebral posee características distintivas Que lo apartan de otros abelisáuridos, como el proceso reducido en las vértebras cervicales y dorsales a la que le faltan los pleurocoelos. I. aguadagrandensis fue el más basal abelisáurido descrito en su tiempo, mostrando caracteres, como la expansión del hueso postorbital alrededor de la órbita y un reborde en el mismo hueso dentro de la órbita, como Abelisauridae y Noasauridae, pero reteniendo características de Abelisauria como la abertura en el hueso cuadrado y el ala en forma de T del postorbital. Un análisis posterior lo colocó dentro de Abelisauridae, como un carnotaurínido, braquirostro.